# 魔女は二度喘ぐ
『魔女は二度喘ぐ』（まじょはにどあえぐ）は、北川みゆきによる日本の漫画作品。『プチコミック』（小学館）にて、2009年3月号から2011年4月号まで連載されていた。単行本は全6巻。

## あらすじ
かつて“伝説のホステス”と呼ばれた亡き母を目指し、自らも銀座のホステスとなった寧々。ある夜突然話しかけてきた男に、どこか既視感を覚え、なぜか忘れられなくなってしまう。後日、その男の正体が判明する。彼は、寧々が想いを寄せる男・太賀龍一の息子・南央だった。

## 登場人物
寧々（ねね）
銀座のクラブ「ミューズ」のホステスになって3年目の新人。伝説のホステスと呼ばれた母・貴子に追いつくのが夢だが、ドジなところがあり、前途多難。貴子の恋人だった龍一のことが好き。
南央（なお）
駆け出しの新人俳優。男娼役のオーディションのために寧々に声をかけた。親の七光りと言われるのが嫌で、龍一と親子であることは公表していない。
太賀 龍一（たが りゅういち）
寧々の母の恋人だった男性。人気俳優。貴子に似てきた寧々を愛しく思う。

## 書誌情報
- 北川みゆき 『魔女は二度喘ぐ』 小学館〈プチコミックフラワーコミックスα〉 全6巻
  1. 2009年7月10日発売、ISBN 978-4-09-132559-4
  2. 2009年11月10日発売、ISBN 978-4-09-132855-7
  3. 2010年5月10日発売、ISBN 978-4-09-133165-6
  4. 2010年9月10日発売、ISBN 978-4-09-133306-3
  5. 2011年1月7日発売、ISBN 978-4-09-133578-4
  6. 2011年5月10日発売、ISBN 978-4-09-133747-4